# LeisureDome Kerkrade
De LeisureDome is een amusement- en horecacomplex in de Nederlandse plaats Kerkrade. Het complex werd geopend op 12 september 2013 en bevindt zich tegenover het Parkstad Limburg Stadion op de Roda J.C. Ring.
Het complex is ontwikkeld door vastgoedbedrijf Wyckerveste. Aanvankelijk zou er alleen sprake zijn van een nieuwe locatie voor de JT-bioscoop, maar dit plan werd uitgebreid met een gebouw voor horeca en amusementsbedrijven. Zij huren ruimte in het complex om er een restaurant, trampolinecentrum, midgetgolf of lasergame in te huisvesten. Het laatste deel van het complex werd in 2021 afgerond.
In 2015 trok de LeisureDome ruim 600.000 bezoekers. Per 2023 is dat aantal gestegen naar jaarlijks 2,4 miljoen bezoekers.